# Svetlana Boubnenkova
Svetlana Boubnenkova-Stolbova, née le 2 janvier 1973 à Ijevsk, est une coureuse cycliste russe, professionnelle entre 1999 et 2014. Elle a notamment remporté le Tour d'Italie en 2002. Contrôlée positive à l'EPO, elle est suspendue deux ans à partir d'avril 2007, et perd ses résultats obtenue entre juin et septembre 2007,.

## Palmarès
- 1993
  -  Championne du monde du contre-la-montre par équipes (avec Aleksandra Koliaseva, Valentina Polkhanova et Olga Sokolova)
  - Chrono champenois
- 1994
  -  Championne du monde du contre-la-montre par équipes (avec Aleksandra Koliaseva, Valentina Polkhanova et Olga Sokolova)
  - Trois jours de Vendée :
    - Classement général
    - 5e étape

  - Tour du Finistère :
    - Classement général
    - 3e et 7e étapes

  - 2e du championnat de Russie sur route
  - 2e du Chrono champenois
- 1995
  - Tour de Majorque
  - 4e étape du Tour du Portugal
  - 6e étape du  Tour du Finistère
  - 3e du Tour de l'Aude cycliste féminin
- 1996
  -  Championne de Russie sur route
  - 1re étape & 8e étapes du Tour de l'Aude cycliste féminin
  - 2e du Tour de l'Aude cycliste féminin
  - Tour du Portugal :
    - Classement général
    - 4e étape
- 1997
  - 4e étape du Tour de l'Aude cycliste féminin
  - 2e du Tour de l'Aude cycliste féminin
- 1999
  - 8e étape de La Grande Boucle féminine internationale
  - 5e de La Grande Boucle féminine internationale
  - 2e du Tour de Majorque
  - 2e du Tour du Trentin-Haut-Adige-Tyrol-du-Sud
  - 2e du Tour d'Italie
- 2000
  -  Championne de Russie sur route
  - 7e étape de La Grande Boucle féminine internationale
  - 6e et 8e du Tour d'Italie
  - 3e du Tour du Trentin-Haut-Adige-Tyrol-du-Sud
- 2001
  - 2e du championnat de Russie sur route
- 2002
  -  Championne de Russie sur route
  - Trofeo Alfredo Binda-Comune di Cittiglio
  - Tour d'Italie
    - Classement général
    - 3e et 6e étapes

  - Grand Prix de Suisse
- 2003
  -  Championne de Russie sur route
  - Sparkassen Giro
  - 3e du Tour de Berne
- 2005
  - 1re étape de l'Emakumeen Bira
  - Emakumeen Bira
  - 2e étape du Tour du Trentin-Haut-Adige-Tyrol-du-Sud
  - Tour du Trentin-Haut-Adige-Tyrol-du-Sud
  - 8e étape du Tour d'Italie
  - 2e, 3e, 4e et 5e étapes du Tour de l'Ardèche
  - 3e étape du Tour de Toscane féminin-Mémorial Michela Fanini
  - 4e du Tour de l'Ardèche
  - 2e du Tour de Toscane féminin-Mémorial Michela Fanini
  - 2e du Tour de Saint-Marin
  - 3e du championnat de Russie sur route
- 2006
  - Tour de Saint-Marin :
    - Classement général
    - 2e étape

  - Tour du Trentin-Haut-Adige-Tyrol-du-Sud :
    - Classement général
    - 1re et 2e étapes

  - 8e étape de la Route de France féminine
  - Tour de Toscane féminin-Mémorial Michela Fanini :
    - Classement général
    - 4e étape

  - 2e du Tour féminin en Limousin 
  - 2e du championnat de Russie du contre-la-montre
  - 3e du Geelong Tour
  - 3e de la Route de France féminine

- 2009
  - Grand Prix Elsy Jacobs
  - Classic Féminine de Vienne Poitou-Charentes
  - 3e du Tour du Trentin-Haut-Adige-Tyrol-du-Sud
  - 5e du Tour d'Italie
- 2011
  - Prologue de Gracia Orlova
  - 2e du championnat de Russie sur route
  - 3e de Gracia Orlova
- 2013
  -  Championne de Russie sur route
  - 3e du Tour de Bretagne